# 翻訳技能認定試験
翻訳技能認定試験（ほんやくぎのうにんていしけん）とは、一般社団法人日本翻訳協会が運営する翻訳の検定試験。通称「翻訳検定」。
対象となるのは英語と中国語の2言語。認定レベルは、1級、2級、3級、4級、および基礎級の5段階。部門は、次の4つに分かれている。
- A部門 - 文化、芸術、スポーツ
- B部門 - 法律、政治、経済
- C部門 - 工学、化学、科学
- D部門 - 医学、薬学、バイオ